# De Paauwen
De Paauwen is een gehucht in de gemeente Midden-Groningen in de provincie Groningen. Tot 1 januari 2018 behoorde het tot de gemeente Slochteren.
Het behoorde vanouds tot het kerspel Schildwolde, maar wordt sinds het einde van de 19e eeuw tot Overschild gerekend. Het gehucht ligt even ten westen van het Schildmeer aan de Meenteweg van Schildwolde naar Ten Post. Langs het gehucht stroomt het Afwateringskanaal van Duurswold. Even buiten het gehucht bevindt zich sinds 1986 een aardgaslocatie van de NAM. 

## Geschiedenis
Het huidige gehucht is ontstaan in de tweede helft van de negentiende eeuw. De Pauwenweg bestond al veel langer en liep van Schaaphok naar Overschild. In schouwregisters uit de zeventiende of achttiende eeuw wordt hij ook wel Hoge Weg genoemd.
De omgeving van De Paauwen was vermoedelijk een vroegmiddeleeuwse randveennederzetting, vergelijkbaar met Tjuchem en Meedhuizen. Ten noorden van de Westerpaauwenweg bevinden zich twee boerderijen, die zijn gebouwd op middeleeuwse huiswierden; zo ook de boerderij Smitbatten ten zuiden van de weg en een andere boerderij ten zuiden van het Schildmaar. Een Oudfries landregister van omstreeks 1445 vermeldt in deze omgeving verschillende toponiemen die duiden op vroegere bewoning. De Pauwenweg wordt hier vermeld als Bauwert weij. Dit is afgeleid van het Oudfriese woord bûwa in de betekenis van 'bebouwen, ploegen', met het woord 'weg'. De buurtschap Bouwerschap bij Ten Boer werd in de vijftiende eeuw ook in de Bauwert genoemd. Vermoedelijk lagen deze landerijen in de vijftiende eeuw al te laag voor het verbouwen van graan. Het register maakt onderscheid tussen de landerijen ten noorden en ten zuiden van de Graauwedijk, de landerijen ten zuiden van de Paauwen (suthera Bauwert, namelijk in Ewijsma) en de landerijen inder Uther Bauwert (mogelijk bij De Hammen). Andere toponiemen in deze omgeving zijn toe Gewes weere, Fralema waldum en Wij(l)branda weij. Het is goed mogelijk dat zich hier de nederzettingen Extra Scaldmeda en Diurardasrip bevonden, die in de elfde eeuw worden vermeld.
Het huis aan de Meenteweg 7 was tussen 1876 en 1905 een tolhuis. In 1904 werd tijdens een gemeenteraadsvergadering van de gemeente Slochteren de burgemeester opgeroepen om de tolpachter te manen zich aan de toltarieven te houden. Volgens een gemeenteraadslid waren de tolgaarders van het huis 'nogal brutale menschen'. Het jaar erop werd de tol afgeschaft en werd het huis verkocht aan de tolgaarder. Tegenwoordig is er een bed & breakfast gevestigd.

## Naam
Naamkundigen wisten eerder niet goed raad met de naam De Paauwen. De Vries vermoedde dat de naam afkomstig was van de familienaam Pawa, die in achttiende-eeuwse oorkonden voorkomt. Van Berkel vermoedde in diens voetspoor dat de naam mogelijk was afgeleid van het geslacht 'Pawinga' of van de vogelsoort pauw. De amateurhistoricus Koen Heidema veronderstelde een Oudfriese woord pou dat 'kort' zou betekenen. De Paauwen zouden dan de 'korte akkers of weilanden' tussen de boven- en benedenloop van het Schildmeer zijn. Oudfriese woordenboeken kennen deze term echter niet.

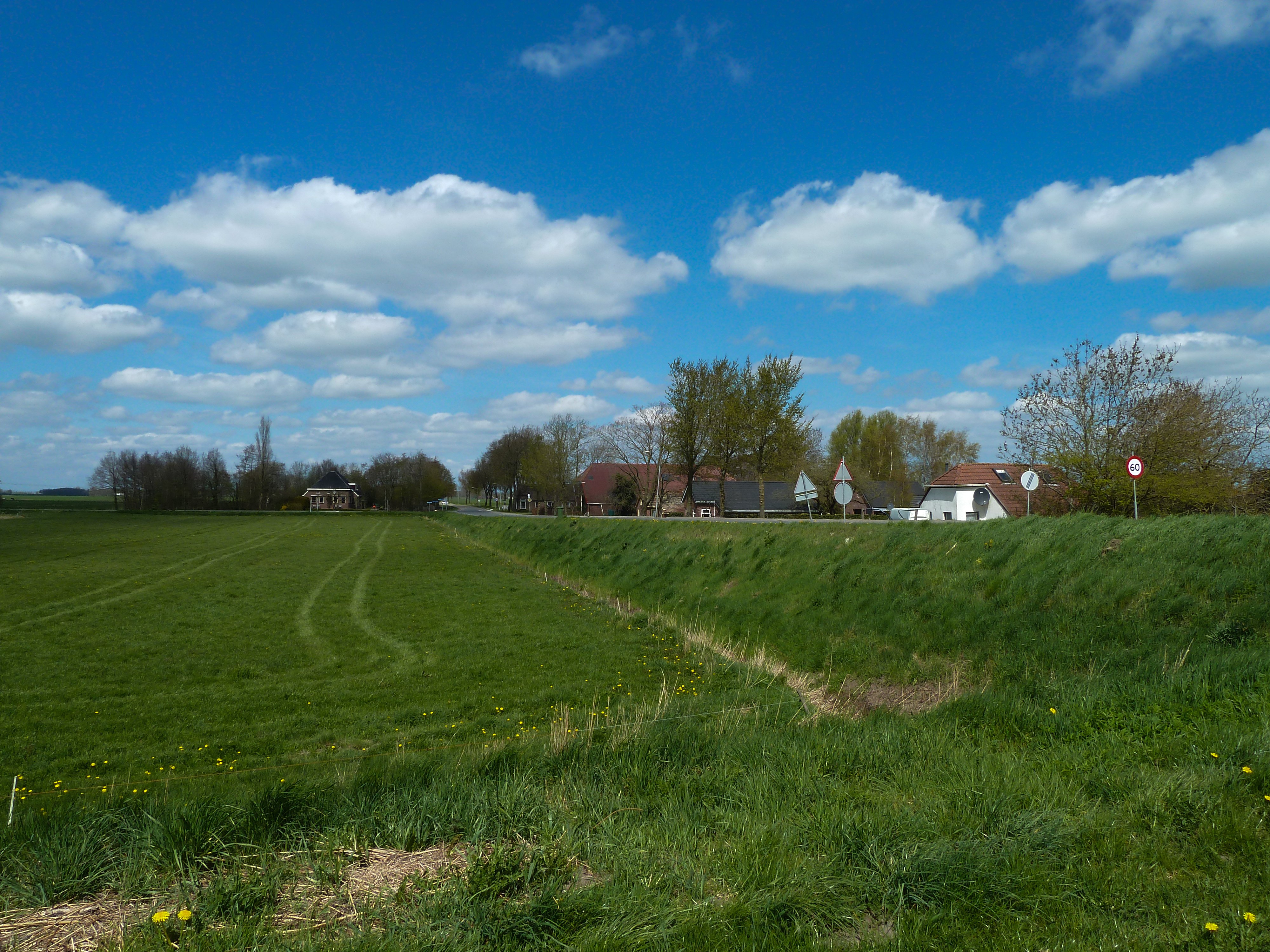
De Paauwen gezien vanaf het Afwateringskanaal van Duurswold
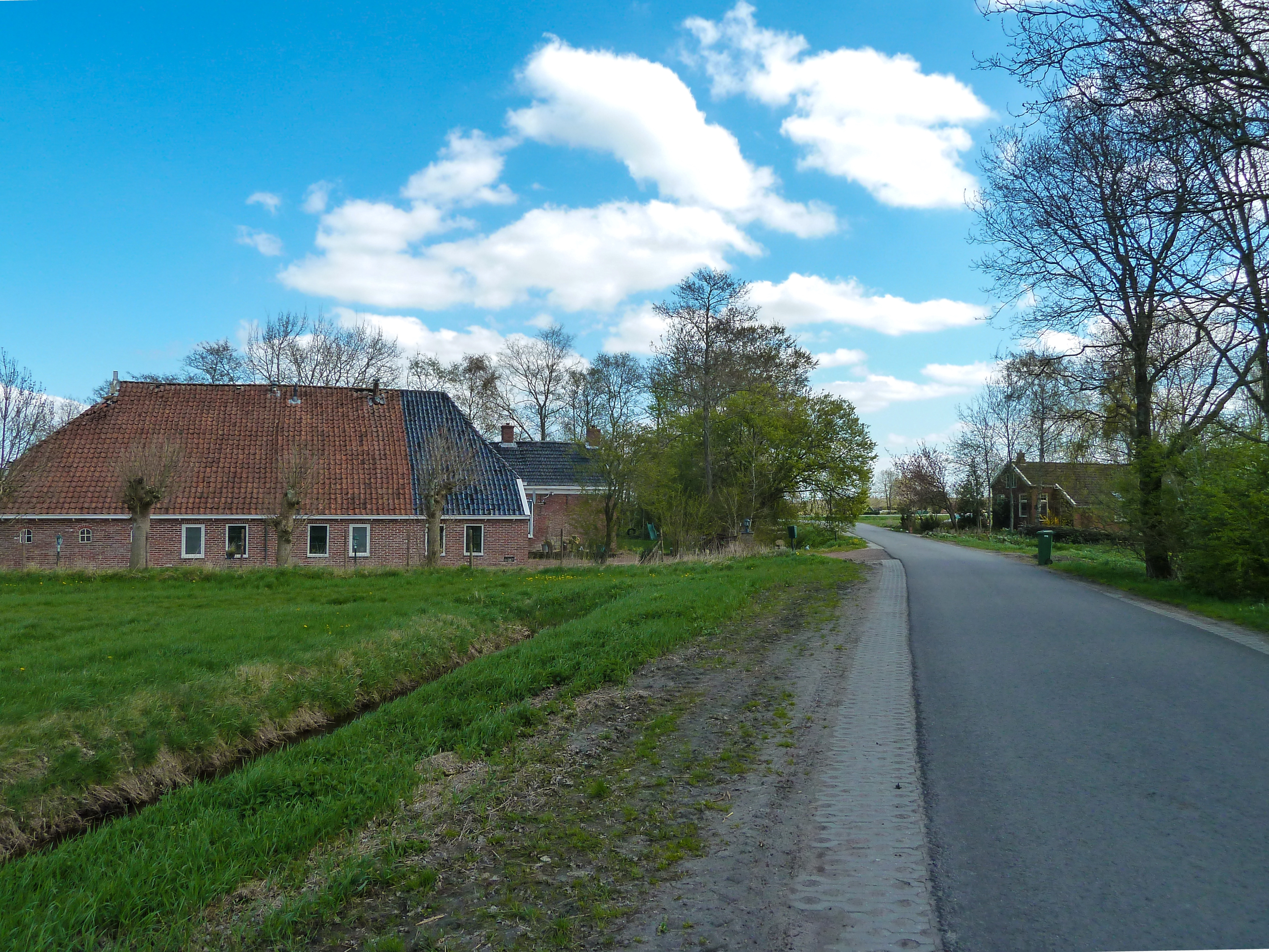
Huizen langs de Westerpaauwenweg in De Paauwen
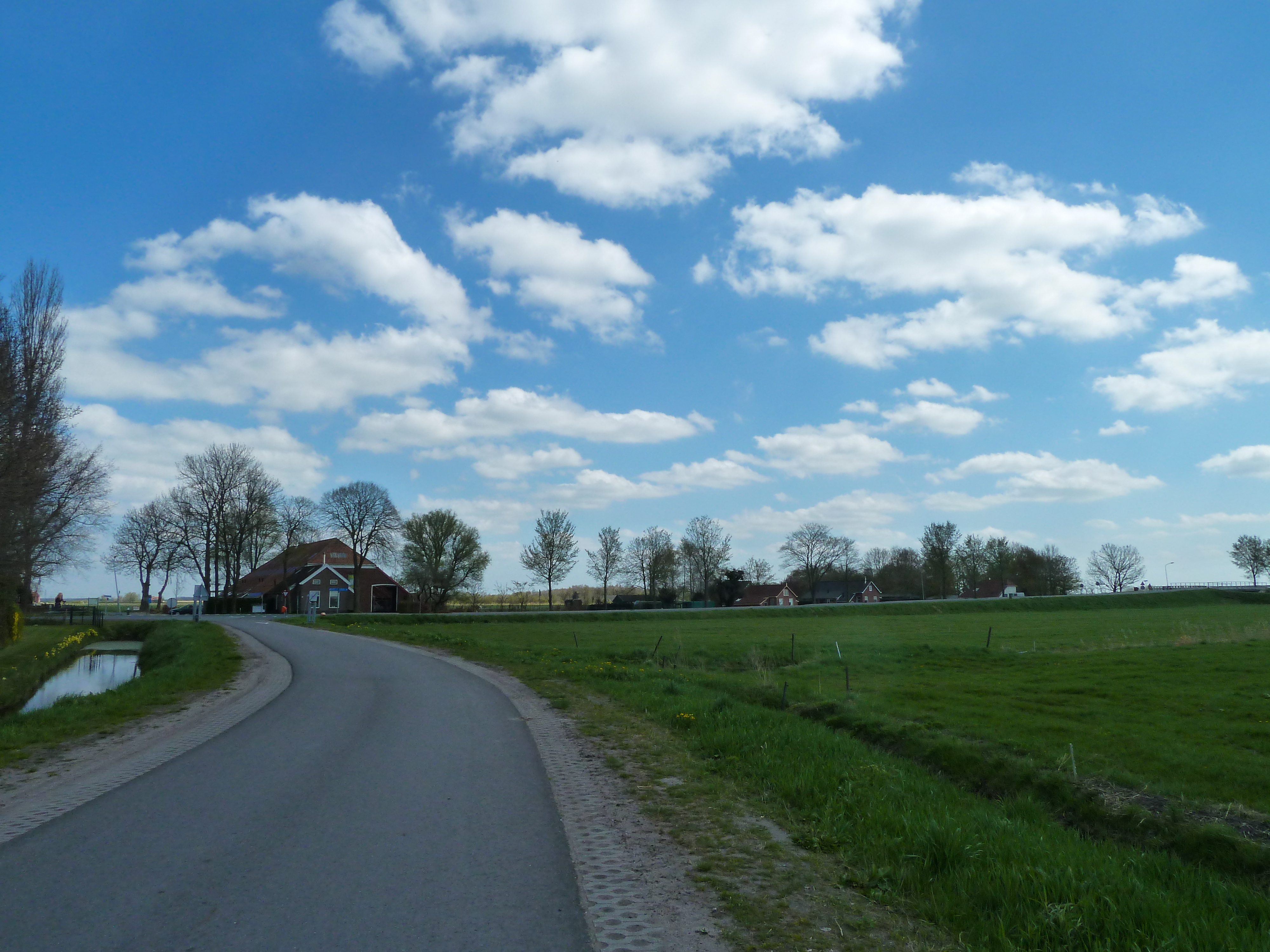
Huizen langs de Meenteweg met links het oude tolhuis

Dorpen: Borgercompagnie · Foxhol · Froombosch · Harkstede · Hellum · Hoogezand · Kiel-Windeweer · Kolham · Kropswolde · Luddeweer · Meeden · Muntendam · Noordbroek · Overschild · Sappemeer · Scharmer · Schildwolde · Siddeburen · Slochteren · Steendam · Tripscompagnie · Tjuchem · Waterhuizen · Westerbroek · Woudbloem · Zuidbroek

Buurtschappen: Achterdiep · Akkereinden · Ayngehorn · Beneden Veensloot · Blokum · Bokhörn · Borgweg · Boven Veensloot (deels) · Bovenhuizen · Bovenstreek · Buitenhuizen · Denemarken · Drukkebuurt · Duurkenakker · Eelshuis · Foxham · Foxholsterbosch · Gaarland · Gaarveen · De Hammen · Den Ham · Hamweg · Heerenlaan · Heidenschap · De Hole · Huisweeren · Jagerswijk · Kalkwijk · Kiel · Klein Harkstede (deels) · Kleinemeer · 't Klooster · Korengarst · Kostverloren · Lageland · Langewijk · Leentjer · Lula · Medumertol · Nieuwe Compagnie · Noordbroeksterhamrik · Noordbroeksterveen · Oosterweeren · Oostwold · Oude Verlaat · De Paauwen · Roeksweer · Ruiten · Schaaphok · Schildland ·  Siddebuursterveen · Spitsbergen · Stootshorn · Tusschenloegen · Tussenklappen · Uiterburen · Uitham · Veendijk · Het Veen · 't Veen · Veenhuizen · Vossenburg · Weereweg · Westeind · Wilderhof · Windeweer · Winkelhoek · Wolfsbarge · De Zanden · Zandwerf · Zuiderveen 

Wijk: Gorecht · Gouden Driehoek · Martenshoek · Meerwijck · Ruitershorn · Rengerspark · Sappemeer-Noord · De Vosholen · Woldwijck · Zuiderpark

Groningen: Steden en dorpen      Nederland: Provincies · Gemeenten